# TiVo化
TiVo化（英: Tivoization）とは、GNU General Public License (GNU GPL, GPL) のような、ソフトウェアをコピーレフトなソフトウェアライセンスの条件下に組み込むが、ハードウェアの制限により、利用者がソフトウェアの改変版をそのハードウェア上で動作させることを妨害するようなハードウェアDRM、製品を作成することを示す用語である。リチャード・ストールマンがこの用語を作り出した。彼はこの方法によって、GNU GPLが保護するように意図していたソフトウェアの自由の一部が、利用者に認められなくなると主張している。この用語はTiVo社がTiVoブランドのハードディスクレコーダー (DVR) にGNU GPLライセンスのソフトウェアを利用していたにもかかわらず、そのハードウェア設計によりユーザーが改変版ソフトウェアを実行することを積極的に妨害していたことに由来する。

## 概略
TiVoのソフトウェアはLinuxカーネルとGNUプロジェクトのソフトウェアを組み込んでいる。これらはどちらもGNU General Public Licenseバージョン2 (GPLv2) の下でライセンスされている。GPLv2は、ソフトウェアの受領者が対応するソースコードを入手できるようにすることを頒布者に要求している。この要求事項は、GPLソフトウェアの利用者がソフトウェアを自分の目的により適したものに自由に改変できるようにすることを目標としている。
しかし、TiVoはプログラムのデジタル署名がTiVoの製造業者によって認証されたものと一致した場合にのみ自社の製品上でプログラムを動作させるようにした。このことは、GPLv2の目標を回避しているとストールマンは考えている。このように、TiVoはGPLv2の要求事項を採用してソースコードを他者が改変できるようにしながら、あらゆる改変されたソフトウェアはTiVoのハードウェア上では動作しない。ハードウェアメーカーが改変の自由を持ちながらも、製品利用者には一切その自由を与えないという不均衡な状態といえる。
一方、Linuxカーネルの原著作者であるリーナス・トーバルズは、TiVoがデジタル署名を使って自社の販売するシステム上で動作するソフトウェアを制限するのは適切であると主張した。トーバルズは、ソフトウェアに私的なデジタル署名を使うことはセキュリティツールにとって有用であると考えていると述べた。トーバルズは、ソフトウェアライセンスが支配下に置こうとするのはソフトウェアのみで、そのソフトウェアが動作するハードウェアまで対象とすべきでないとも信じている。ソフトウェアにアクセスすることができ、それを改変して他のハードウェア上で動作させることができる限り、Linuxの改変版が動作するのを妨げるためにデジタル署名を使うことに、倫理に悖る点はないとトーバルズは信じている。一方アラン・コックスなど、他のLinux開発者の中には異なる意見を表明する者もいる。
ストールマンとフリーソフトウェア財団 (Free Software Foundation, FSF) はこれらの懸念のいくつかに応えようとした。彼らは、GPLv3の策定目標に、セキュリティ目的での私的なデジタル署名は認めるが、TiVo化を防止することを含めたと述べた。

## 反応
2006年、FSFはユーザーが改変版ソフトウェアの実行を妨げられるようなTiVoの技術的システムと闘うことを決意した。この行動は、前述の妨害手法を禁ずるという、GNU General Public License (GPL) v3の改訂により実践に移された。TiVoに搭載されているオペレーティングシステムカーネルはGPLの条項に従って頒布されている。そして、FSFは、新しいバージョンのGPLで利用が許諾されるソフトウェアを受領した者全てが、頒布されたソフトウェアの改変において、ハードウェアの束縛により制限されないことを保証される、ということを目標とした。新ライセンスの反TiVo化条項は、2007年4月、TiVoがSECへ提出した資料により、渋々ながらその実態が認識されていた。曰く、「われわれは、将来GNU/Linuxオペレーティングシステムでの改善をわれわれのソフトウェアに組み込めなくなるかもしれない。不幸にもこのことはわれわれの事業に多大なる悪影響となる。」これとは無関係に、LinuxカーネルはGPLv3には移行しなかった。

## GPLv3
GPL Version 3で提案された目標の1つは「TiVo化」の防止である。エベン・モグレンによると、「ライセンスはこの規則の法的な回避方法を禁止するのと同程度の明確さで技術的な回避方法を禁止すべきである」とのことである。
GPLv3の第2次草案はこれを明確化しようとした。しかし、Linux開発者の一部はGPLv3の2度目の草案でもまだ有益な使用が妨げられうると懸念していた。
GPLv3の第3次と第4次の討議草案（それぞれ2007年3月28日と2007年5月31日に公開された）において、反TiVo化条項はソフトウェアが「商用頒布」されるときには適用されないよう、対象範囲を制限した。したがって、医療機器や電子投票機は対象にならない。最終的には、公式のGPLv3では第4次の草案と比べてTiVo化に関してさして大きな変更は行われず、2007年6月29日に正式に発行された。リーナス・トーバルズはこの新しい草案とそのDRMに対する立ち位置に「非常に満足している」と言った。しかしながら、彼はLinuxカーネルをGPLv3で再ライセンスすることを未だ支持していない。曰く、
| 「              | [Stallman] calls it "tivoization", but that's a word he has made up, and a term I find offensive, so I don't choose to use it. It's offensive because Tivo never did anything wrong, and the FSF even acknowledged that. The fact that they do their hardware and have some DRM issues with the content producers and thus want to protect the integrity of that hardware. The kernel license covers the *kernel*. It does not cover boot loaders and hardware, and as far as I'm concerned, people who make their own hardware can design them any which way they want. Whether that means "booting only a specific kernel" or "sharks with lasers", I don't care. | 」 |
| —Linus Torvalds | |    |

参考訳：
| 「                    | （ストールマンが）それをTiVo化と呼称したが、それは、彼が作り出した言葉であり、私が思うに侮蔑的な用語だ。だから、私はそのライセンスを採用することを選択しない。なぜ侮蔑的なのかって？ Tivoはなんにも間違ったことはしちゃいない。そしてFSFはそのことを渋々ながら認めてすらいるからだ（訳注：TiVoのソフトウェアは全てGPLv2である）。TiVoが彼らのハードウェアを稼動し、そして幾つかのDRMを保持するという事実は、コンテンツの製作者に因るところがある。従って、そのハードウェアの一貫性を維持することを望んでいるのはコンテンツ製作者だ。 カーネルのライセンスは「まさにカーネルのみ」を対象とする。それはブートローダやハードウェアを対象としない。そして、私が思う限り、ハードウェア製作者は自身のハードウェアを好きなように設計してしかるべきだ。「特定のカーネルのみでのブートすること」や「レーザービーム搭載型のサメ」（訳注：オースティン・パワーズ ゴールドメンバーで登場した兵器）なのかそうではないのかなんて、私にはどうでもいい。 | 」 |
| —リーナス・トーバルズ | |    |

いずれにせよ、Linuxカーネルのライセンス変更は、非常に多くの著作権者が存在するため、事実上不可能であると予想される。他の多くのGPLソフトウェアと異なり、Linuxカーネルは"or, at your option, any later version"（「または、あなたの選択で、以降のバージョンの」）文言が存在しないGPLv2でのみ許諾されている。これゆえ、すべての著作権者から合意を得ない限り新バージョンへの再ライセンスは許可されない。
BusyBoxのような、TiVo化された組み込みシステムで幅広く利用されるソフトウェアを開発する、その他いくつかのプロジェクトでもGPLv3への移行を辞退している。